# Shunsuke Tsurumi
Pour les articles homonymes, voir Tsurumi.
Shunsuke Tsurumi (鶴見 俊輔, Tsurumi Shunsuke, né le 25 juin 1922) et mort le 20 juillet 2015, est un historien et philosophe japonais.

## Biographie
Arrivé aux États-Unis dès 1939, avant l'entrée en guerre du Japon contre les États-Unis à Pearl Harbor, Tsurumi est l'un des premiers diplômés japonais de l'université Harvard en 1942.
Il est un des premiers étudiants de Willard Quine.
Tsurumi enseignera par la suite à l'université de Kyoto.
En 1946, il crée le magazine Shiso-no Kagaku (« Science de la pensée »).
Tsurumi a été membre du groupe Beheiren, militant contre la guerre au Vietnam et s'est exprimé à plusieurs reprises contre les guerres.
Également considéré comme un historien de la littérature et de la philosophe, Tsurumi a écrit plusieurs œuvres majeures, de type encyclopédique, disponibles en langue anglaise ou espagnole et, à notre connaissance, inédites en français :
1/ Ideology and Literature in Japan de Shunsuke Tsurumi (1er janvier 1980)
2/ An Intellectual History of Wartime Japan, 1931-1945 de Shunsuke Tsurumi (4 janvier 1986) 
3/ A Cultural History of Postwar Japan, 1945-1980 de Shunsuke Tsurumi (4 janvier 1987)

## Liens et ressources
- Le Groupe d’étude de philosophie japonaise (INALCO, Paris) : TSURUMI Shunsuke